# Willem Henri Julius
Willem Henri Julius (Zutphen, 4 augustus 1860 - Utrecht, 15 april 1925) was een Nederlandse natuurkundige en een van de grondleggers van het moderne onderzoek naar de zon.

## Opleiding
Julius volgde de hogereburgerschool aan de Rijks-HBS te Gouda en moest voor toelating tot de universiteit toelatingsexamen doen in de klassieke talen. In 1875 begon hij de studie natuurkunde aan de Universiteit Utrecht. In 1882 werd hij assistent van hoogleraar Buys Ballot en zijn oom, hoogleraar Victor August Julius. Bij Buys Ballot promoveerde hij op 10 februari 1888 op het proefschrift Het warmtespectrum en de trillingsperioden der moleculen van eenige gassen.

## Loopbaan
Na een tweejarig leraarschap aan de Burgeravondschool te Utrecht in natuur- en scheikunde werd hij in 1890 buitengewoon hoogleraar in de experimentele natuurkunde aan de Universiteit van Amsterdam (naast J.D. Van der Waals). Op 2 februari 1891 hield hij zijn intreerede De methoden van onderzoek in de natuurkunde. In 1896 werd hij benoemd tot gewoon hoogleraar in natuurkunde, fysische aardrijkskunde en meteorologie aan de Universiteit Utrecht. Zijn oratie (17 oktober 1896) ging over de Kritiek in de natuurkunde. In 1897 werd hij tot lid gekozen van de Koninklijke Nederlandse Akademie van Wetenschappen. Tot 1920 was hij directeur van het natuurkundelaboratorium (Fysisch Lab) in Utrecht. Vanwege zijn ziekte werd hij opgevolgd door L.S. Ornstein. 
Van 1907 tot 1908 was Julius rector magnificus van Universiteit Utrecht.
In 1910 stichtte Julius het Heliofysisch Instituut (een experimenteel onderzoekscentrum voor de zonnefysica) in het Fysisch Lab in Utrecht.
Julius is een van de negen oprichters van de Nederlandse Natuurkundige Vereniging (1921).

## Werk

### Experimenten
Julius was een uitstekend experimentator. Voor zijn proefschrift deed hij pionierende metingen aan infraroodstraling. In zijn laboratorium zorgde hij voor een trillingsvrije ophanging van de opstelling ('Julius suspension'). In Utrecht begon hij met het observatorium voor zonnefysica (natuurkunde van de zon), waar opvolgers als onder meer Marcel Minnaert, Kees Zwaan (Cornelis Zwaan, 1928-1999) en Kees de Jager op voortbouwden. Julius gebruikte in zijn zonnelab de radiomicrometer, bolometer en thermozuil.

### Waarnemingen aan de zon
Hij werkte aan onder meer straalbreking van licht in de zonneatmosfeer en ongelijke verschuiving van de spectraallijnen van de zon en nam deel aan eclips-expedities voor het waarnemen van zonsverduisteringen (Sumatra, 1901; Burgos, 1905; Maastricht, 1912). In 1907 werkte hij op het Mount Wilson Observatory in Californië.

### Theorie van de zon
Volgens Julius ondervond het zonlicht verstrooiing en breking in de buitenste lagen van de zon. In 1909 kwam hij met een verklaring van het verschijnsel dat de roodverschuiving toeneemt van het middelpunt van de zon naar de rand. Dit effect was belangrijk bij het experimenteel toetsen van de roodverschuiving in Einsteins algemene relativiteitstheorie. In 1911 probeerde Julius Einstein als opvolger van de hoogleraar Cornelis Harm Wind (1867-1911) naar Utrecht te halen. De briefwisseling, ook over zonnefysica, ligt in het Universiteitsmuseum Utrecht. Julius' leerling en medewerker Marcel Minnaert vatte diens zonnetheorie na zijn dood samen in Leerboek der zonnephysica.

## Einstein en Julius
In 1911 probeerde Julius om Albert Einstein (toen 32 jaar) naar Utrecht te halen na het overlijden van hoogleraar theoretische natuurkunde Cornelis Wind. Hoewel Einstein pas enkele maanden hoogleraar aan de universiteit van Praag was, waren er toch meerdere universiteiten, waaronder de universiteiten van Zürich, van Utrecht en van Leiden, die Einstein voor zich probeerden te winnen. Einstein werd uiteindelijk hoogleraar in Zürich. De jonge veelbelovende natuurkundige Peter Debye werd door Einstein uitgenodigd om in zijn plaats hoogleraar in Utrecht te worden.
Behalve een wetenschappelijke correspondentie ontwikkelde er zich tussen Einstein en de familie Julius een langdurige vriendschap, vooral gebaseerd op een gedeelde passie voor muziek. Geregeld ging Einstein met zijn vriend en collega Paul Ehrenfest en de vioolkist naar Utrecht om samen met Julius en zijn dochters te musiceren.
Julius nomineerde Einstein in 1920 voor de Nobelprijs voor Natuurkunde. Einstein won de Nobelprijs van 1921.
Albert Einstein noemde Julius "one of the most original exponents of solar physics" en een "old friend". 
Overige vrienden van Willem Julius waren o.a. de Nederlandse nobelprijswinnaars Pieter Zeeman, Christiaan Eykman en zwager Willem Einthoven.

## Familie
Willem Henri Julius was oudste zoon van Willem Julius (1834 - 1907) en Maria Margaretha Dumont (1835 - 1917). Zijn vader was in Utrecht gepromoveerd in de letteren en was directeur van de Rijks-HBS te Gouda. Zijn grootvader Willem Julius (1803 - 1861) was hoofdonderwijzer van de departementale school te Utrecht en bezat als een van de weinigen de destijds bestaande eerste onderwijsrang.
Willem Henri Julius trouwde op 23 december 1890 met Betsy Mathilde Frederique Einthoven (1867 - 1945), de zus van arts (en latere nobelprijswinnaar) Willem Einthoven. Ze kregen 1 zoon en 2 dochters. Zijn zoon Willem Otto Julius was natuurkundig ingenieur (bij o.a. Philips).
Zijn oom, Victor August Julius (1863 - 1867), was hoogleraar in de proefondervindelijke natuurkunde en mathematische natuurkunde aan de Universiteit Utrecht. Het Julius Instituut (het onderwijsinstituut van het departement van natuurkunde van de Universiteit Utrecht) is naar hem vernoemd. 
Zijn neef, Henri Willem Julius (1901 - 1977), was hoogleraar in de geneeskunde, rector magnificus  aan de Universiteit Utrecht (1954 - 1955) en 13 jaar voorzitter van TNO. Naar hem is het Julius Centrum van het UMC Utrecht vernoemd. Ook het farmaciebedrijf Julius Clinical is naar hem vernoemd. 

## Publicaties
- 1888 - Het warmtespectrum en de trillingsperioden der moleculen van eenige gassen (dissertatie Universiteit Utrecht)
- 1891 - De methoden van onderzoek in de natuurkunde (oratie Universiteit van Amsterdam)
- 1892 - Bolometrisch onderzoek van absorptiespectra (Amsterdam)
- 1896 - Kritiek in de natuurkunde (oratie Universiteit Utrecht)
- 1908 - Energievervoer in de elektronenwereld (rede Universiteit Utrecht)
- 1921 - Met P.H. van Cittert. The general relativity theory and the solar spectrum (report. Akad. Amsterdam)
- 1928 - Leerboek der zonnephysica (Groningen, uitgegeven door Minnaert, bevat biografie van Julius)

## Bron
- Klaus Hentschel: Julius und die anomale Dispersion: Facetten der Geschichte eines gescheiterten Forschungsprogrammes', Studien aus dem Philosophischen Seminar der Universität Hamburg, Reihe 3, Heft 6 [1991] 191 pp.,
- Biografie door H.A.M. Snelders in Biografisch Woordenboek van Nederland (BWN)

- Biografisch Portaal: 51822873
- Digitale Bibliotheek voor de Nederlandse Letteren: juli006
- Gemeinsame Normdatei: 117659614
- Mathematics Genealogy Project: 111259
- Nationale Bibliotheek van Israël: 987010982256905171
- Nederlandse Thesaurus van Auteursnamen: 072327286
- Système universitaire de documentation: 189672080
- Virtual International Authority File: 310508798